# Otto Šimonek
Otto Šimonek (Brno, 5 luglio 1896 – ...) è stato un calciatore cecoslovacco, di ruolo attaccante.

## Carriera

### Nazionale
Il 20 febbraio 1927 debutta contro l'Italia (2-2).